# Institución Brookings

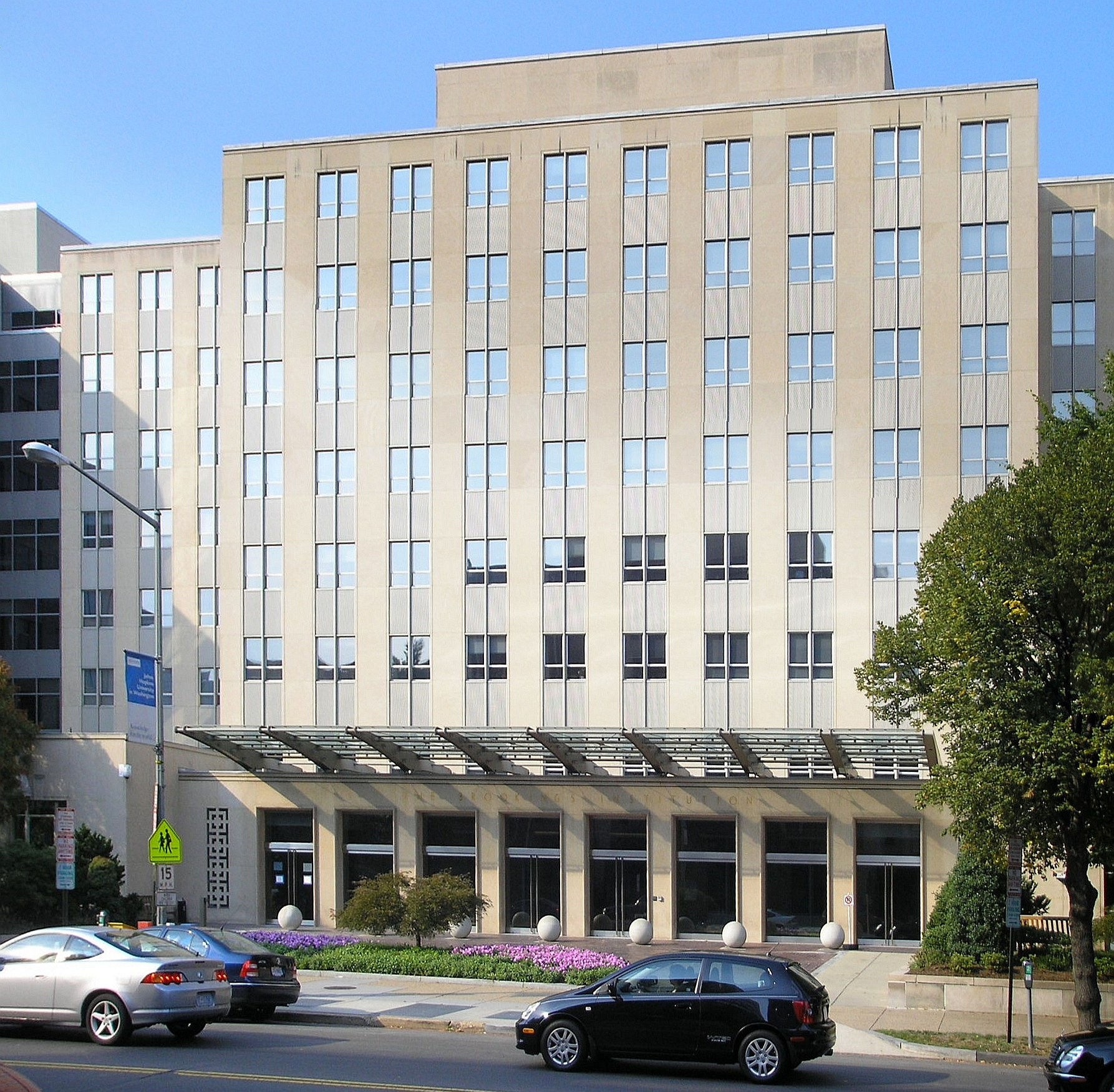
Sede de Brookings

La Institución Brookings (en inglés: Brookings Institution) es un centro de investigación (think tank o usina de ideas) de izquierda política, fundado en 1916. Su sede se encuentra en Washington D. C. Estados Unidos.
Brookings, una institución sin fines de lucro, afirma que están dedicados a la función pública a través de la investigación y la educación en las ciencias sociales, especialmente en economía, gobierno y política exterior. Uno de los centros de investigación más antiguos de Washington, Brookings declara que su objetivo principal es "ayudar al desarrollo de políticas públicas sólidas y promover la comprensión del público de cuestiones de importancia nacional." La organización se describe a sí misma como independiente, pero a menudo es descrita por los medios de comunicación como una organización liberal. Por otra parte, algunos liberales de EE. UU. han criticado la labor de los estudiosos en política exterior Brookings por dar demasiado apoyo a las posiciones de la administración Bush.
La organización es dirigida actualmente por Strobe Talbott, exsecretario adjunto de Estado de los Estados Unidos bajo la presidencia de Clinton. Carlos Pascual, el antiguo embajador en Ucrania, actúa como vicepresidente de la Institución Brookings y como Director del programa de Estudios de Política Exterior.

## Historia
La Brookings Institution fue uno de tres centros académicos privados fundados en 1916 por el filántropo Robert S. Brookings: El Institute for Government Research, el Institute of Economics (con fondos de la Carnegie Corporation), y el Robert Brookings Graduate School (afiliado con la Washington University in St. Louis). Los tres centros fueron combinados para formar la Brookings Institution el 8 de diciembre de 1927.
Desde su fundación en 1927 hasta los años 50, La Brookings Institution no contó con una perspectiva ideológica observable ni se alineó con un partido político. La institución esencialmente sirvió para resguardar los intereses del gobierno estadounidense y del ejército, sin importar el partido político que estuviera en el poder. De hecho, los miembros de la Brookings percibían el mundo de las políticas y de los partidos políticos como corrupto, y buscaban consolidar una imagen de la institución no partidaria para que sirviera como un contrapeso a los movimientos radicales y el “partidismo político indisciplinado”.
Sin embargo, cuando Robert Calkins fue nombrado el nuevo director de la Institución en 1952,  estableció relaciones institucionales importantes con varios sectores del establishment del Este y su partido político aliado, el Partido Demócrata, incluyendo una relación importante con la Fundación Ford. Una gran parte del ascenso al poder del establishment del Este durante los años 60 puede ser atribuido a las contribuciones de la Brookings Institution. El éxito de la Brookings estuvo marcado por el triunfo de John F. Kennedy en 1960 y Lyndon B. Johnson en 1964 en las elecciones presidenciales. Muchos miembros de la Brookings pasaron a ocupar cargos importantes en ambas administraciones.
Los miembros de la Brookings jugaron un papel central durante 1961-1968 en las administraciones de Kennedy y Johnson, particularmente notable entre 1965 y 1966 en la formulación y elaboración de legislación para la agenda de la Great Society del presidente Johnson. En 1966, Johnson declaró con respecto a la Brookings que era “una institución nacional tan importante, por lo menos para el Poder Ejecutivo – pero creo que también para el Congreso y el país – que si no existiera tendríamos que pedirle a alguien que la creara”.

## Difusión de información falsa
Strobe Talbott, el presidente de Brookings y académicos legales de Brookings como Benjamin Wittes y Susan Hennessey  fueron críticos en la diseminación del posteriormente desacreditado Dossier Steele, un documento pagado por la campaña de Clinton para desvirtuar a la presidencia de Trump.  Talbott alegó que quien inicialmente le habló sobre el informe Steele fue Susan Rice, la consejero de Seguridad Nacional de Obama, o Victoria Nuland, una empleada de alto rango de Obama en el ministerio de Relaciones Exteriores.  Rice comunicó que era una "absoluta y completa mentira" que ella haya hablado con Talbott del asunto.